# حبيل ذنب (حبيل جبر)

تعديل مصدري - تعديل

حبيل ذنب هي إحدى قرى عزلة حبيل جبر بمديرية حبيل جبر التابعة لمحافظة لحج، بلغ تعداد سكانها 333 نسمة حسب تعداد اليمن لعام 2004.